# Mistrovství světa v biatlonu 2020 – smíšená štafeta
Smíšená štafeta na Mistrovství světa v biatlonu 2020 se konala ve čtvrtek 13. února v lyžařském středisku Südtirol Arena jako zahajovací závod šampionátu. Zahájení závodu proběhlo v 14.45 středoevropského času. Do závodu nastoupila celkem dvacet sedm národních štafet.
Obhájcem titulu byla štafeta Norska, které dokázalo vítězství obhájit.
Zlato získalo Norsko, která v této disciplíně triumfovalo na světovém šampionátu již popáté. Tarjei Bø získal třetí zlato z této štafety, čímž dorovnal rekord Tory Bergerová. Na druhém místě dojela domácí štafeta Itálie, když její závodníci vylepšili o jednu příčku z minulého ročníku. Třetí místo obsadili závodnici Česka, kteří navázali na titul z roku 2015.

## Výsledky
| Pořadí                                                             | č. | stát                                                                                    | čas                                       | střelba (L+S)                            | ztráta  |
| ------------------------------------------------------------------ | -- | --------------------------------------------------------------------------------------- | ----------------------------------------- | ---------------------------------------- | ------- |
| Zlatá medaile                                                      | 1  | Norsko Marte Olsbuová Røiselandová Tiril Eckhoffová Tarjei Bø Johannes Thingnes Bø      | 1:02:27,7 16:30,7 16:29,5 14:46,1 14:41,4 | 0+2 0+5 0+0 0+1 0+2 0+0 0+0 0+2          |         |
| Stříbrná medaile                                                   | 3  | Itálie Lisa Vittozziová Dorothea Wiererová Lukas Hofer Dominik Windisch                 | 1:02:43,3 16:31,9 16:40,6 14:34,1 14:56,7 | 0+3 0+3 0+2 0+0 0+1 0+1 0+0 0+0 0+0 0+2  | +15,6   |
| Bronzová medaile                                                   | 9  | Česko Eva Kristejn Puskarčíková Markéta Davidová Ondřej Moravec Michal Krčmář           | 1:02:58,5 16:44,4 16:27,4 14:39,6 15:07,1 | 0+1 0+1 0+1 0+0 0+0 0+0 0+0 0+1          | +30,8   |
| 4.                                                                 | 6  | Německo Franziska Preussová Denise Herrmannová Arnd Peiffer Benedikt Doll               | 1:03:16,9 17:05,6 16:36,0 14:47,4 14:47,9 | 0+1 1+10 0+1 0+2 0+0 1+3 0+0 0+3 0+0 0+2 | +49,2   |
| 5.                                                                 | 24 | Ukrajina Anastasija Merkušinová Julija Džymová Artem Pryma Dmytro Pidručnyj             | 1:03:23,8 16:46,6 16:52,9 14:40,7 15:03,6 | 0+0 1+7 0+0 0+0 0+0 0+2 0+0 1+3          | +56,1   |
| 6.                                                                 | 5  | Rusko Irina Starychová Jekatěrina Jurlovová-Perchtová Matvej Jelisejev Alexandr Loginov | 1:03:27,1 17:23,2 16:36,2 15:01,0 14:26,7 | 0+4 0+4 0+0 0+3 0+1 0+0 0+3 0+1 0+0 0+0  | +59,4   |
| 7.                                                                 | 2  | Francie Julia Simonová Justine Braisazová Martin Fourcade Quentin Fillon Maillet        | 1:03:36,3 17:44,9 16:55,8 14:36,1 14:19,5 | 1+6 0+3 1+3 0+2 0+3 0+0 0+0 0+1 0+0 0+0  | +1:08,6 |
| 8.                                                                 | 7  | Rakousko Lisa Hauserová Katharina Innerhoferová Felix Leitner Dominik Landertinger      | 1:04:06,9 16:45,2 17:30,0 14:57,2 14:54,5 | 0+1 1+6 0+0 0+1 0+0 1+3 0+0 0+2 0+1 0+0  | +1:39,2 |
| 9.                                                                 | 12 | Finsko Mari Eder Kaisa Mäkäräinenová Tero Seppäläová Olli Hiidensalo                    | 1:04:07,2 17:11,9 16:52,2 14:55,6 15:07,5 | 0+6 0+4 0+3 0+1 0+1 0+2 0+1 0+1 0+1 0+0  | +1:39,5 |
| 10.                                                                | 8  | Švýcarsko Selina Gasparinová Lena Häckiová Benjamin Weger Serafin Wiestner              | 1:04:18,2 16:43,1 16:50,3 14:46,3 15:58,5 | 0+6 2+8 0+1 0+1 0+2 0+3 0+1 0+1 0+2 2+3  | +1:50,5 |
| 11.                                                                | 4  | Švédsko Linn Perssonová Hanna Öbergová Jesper Nelin Sebastian Samuelsson                | 1:04:32,7 17:35,7 16:21,2 15:19,6 15:16,2 | 0+4 2+9 0+2 0+3 0+0 0+0 0+2 1+3 0+0 1+3  | +2:05,0 |
| 12.                                                                | 11 | Bělorusko Iryna Kryuková Jelena Kručinkinová Sergey Bocharnikov Anton Smolski           | 1:04:51,8 16:43,8 16:56,5 15:08,5 16:03,0 | 1+4 0+2 0+0 0+0 0+0 0+1 0+1 0+0 1+3 0+1  | +2:24,1 |
| 13.                                                                | 10 | USA Susan Dunkleeová Clare Eganová Leif Nordgren Sean Doherty                           | 1:05:13,8 17:01,9 17:15,0 15:40,0 15:16,9 | 0+4 0+5 0+0 0+0 0+1 0+2 0+2 0+1 0+1 0+2  | +2:46,1 |
| 14.                                                                | 14 | Kanada Emily Dicksonová Emma Lunderová Scott Gow Christian Gow                          | 1:05:25,2 18:06,9 16:50,3 14:56,4 15:31,6 | 0+3 1+8 0+1 1+3 0+1 0+0 0+0 0+2 0+1 0+3  | +2:57,5 |
| 15.                                                                | 18 | Estonsko Regina Ermitsová Johanna Talihärmová Rene Zahknaová Kalev Ermits               | 1:05:39,5 17:05,2 17:15,8 15:12,2 16:06,3 | 0+4 1+5 0+1 0+1 0+0 0+1 0+2 0+0 0+1 1+3  | +3:11,8 |
| 16.                                                                | 20 | Litva Natalija Kočerginová Gabrielė Leščinskaitė Vytautas Strolia Karol Dombrovski      | 1:06:50,0 17:40,0 17:51,1 15:15,6 16:03,3 | 0+5 0+3 0+1 0+1 0+0 0+1 0+3 0+0 0+1 0+1  | +4:22,3 |
| 17.                                                                | 13 | Polsko Kinga Zbylutová Kamila Żuková Grzegorz Guzik Łukasz Szczurek                     | LAP 18:39,1 17:13,9 15:35,5               | 2+4 1+10 2+3 0+1 0+0 0+3 0+1 0+3 0+0 1+3 |         |
| 18.                                                                | 21 | Čína Chu Yuanmeng Zhang Yan Li Xuezhi Tang Jinle                                        | LAP 17:13,4 18:04,1                       | 0+2 1+6 0+0 0+2 0+0 0+1 0+2 1+3          |         |
| 19.                                                                | 16 | Slovensko Terézia Poliaková Veronika Machyniaková Martin Otčenáš Michal Šíma            | LAP 18:37,4 18:16,5                       | 0+0 0+2 0+0 0+1 0+0 0+0 0+0 0+1          |         |
| 20.                                                                | 19 | Japonsko Fuyuko Tachizaki Sari Maeda Kosuke Ozaki Mikito Tachizaki                      | LAP 17:25,6 19:25,0                       | 0+2 5+7 0+1 0+1 0+0 3+3 0+1 2+3          |         |
| 21.                                                                | 23 | Lotyšsko Baiba Bendiková Jūlija Matvijenková Aleksandrs Patrijuks Edgars Mise           | LAP 16:56,4 19:45,7                       | 0+2 1+8 0+0 0+2 0+0 0+3 0+2 1+3          |         |
| 22.                                                                | 22 | Kazachstán Galina Višněvská Jelizaveta Belčenková Alexandr Muchin Vladislav Kirejev     | LAP 18:36,7 18:09,9                       | 0+7 5+9 0+3 0+3 0+2 1+3 0+2 4+3          |         |
| 23.                                                                | 15 | Slovinsko Nika Vindišarová Lea Einfaltová Klemen Bauer Rok Tršan                        | LAP 18:46,4 18:00,8                       | 2+8 0+8 1+3 0+3 0+2 0+2 1+3 0+3          |         |
| 24.                                                                | 17 | Bulharsko Daniela Kadevová Maria Zdravkovová Vladimir Iliev Dimitar Gerdžikov           | LAP 19:04,2                               | 0+4 1+5 0+3 1+3 0+1 0+2                  |         |
| 25.                                                                | 27 | Belgie Lotte Lieová Rieke De Meyerová Thierry Langer Tom Lahaye-Goffart                 | LAP 18:03,7                               | 0+2 0+0 0+1 0+0                          |         |
| 26.                                                                | 26 | Rumunsko Enikő Mártonová Ana Cotrusová George Buta Cornel Puchianu                      | LAP 20:58,6                               | 0+1 3+3 0+0                              |         |
| 27.                                                                | 25 | Jižní Korea Anna Frolinová Mariya Abeová Timofey Lapshin Choi Du-jin                    | LAP 18:50,9                               | 6+6 0+1 2+3 0+1 4+3                      |         |
| zdroj:, Č. – startovní číslo týmu, LAP – tým byl předběhnut o kolo |    |                                                                                         |                                           |                                          |         |